# Keramik
Keramik (ukr. Керамік) – osiedle na Ukrainie, w obwodzie donieckim, w rejonie pokrowskim, w hromadzie Oczeretyne. W 2001 liczyło 517 mieszkańców.1 maja 2024 zajecie wsi przez rosjan.https://belsat.eu/pl/news/06-05-2024-rosjanie-okupuja-kolejne-wioski-ukraincy-w-odwrocie-tydzien-na-froncie